# Het testament (De Rode Ridder)
Het testament is het 42ste stripverhaal uit de reeks van De Rode Ridder. Het is geschreven door Willy Vandersteen en getekend door Karel Biddeloo. De eerste albumuitgave was in 1969.

## Het verhaal
Johan kan Yolande van Kendall, dochter van de heer van Kendall, redden uit de handen van Cym en zijn bende plunderaars. Hij brengt haar terug naar Kendall en vraagt deze zijn schrikbewind in de streek te stoppen. Heer Kendall keert zich tegen hem maar Cym en zijn bende komen deze maal de Rode Ridder te hulp. Heer Kendall geeft zich gewonnen en belooft zijn beleid te stoppen en te helpen aan de wederopbouw van de streek. Wanneer hij enkele weken later de burcht verlaat komt het tot een treffen met roofridders die zich omringd hebben met Picten en van plan zijn Merlijn te vermoorden. Johan geraakt zwaargewond, maar ridder Lancelot komt hem te hulp. Ze achtervolgen de Picten en vinden hen strijdend met Merlijn. Ze mengen zich in de strijd maar worden beiden geveld. Een groep ruiters komt Johan en Lancelot te hulp onder leiding van een gemaskerde ridder. Deze geheimzinnige ridder blijkt Yolande van Kendall te zijn. Terwijl Merlijn overgebracht wordt naar de burcht van Kendall gaan de twee ridders op zoek naar Parcifal, een geheime zoon van koning Arthur.